# Корюкин, Николай Иванович
Никола́й Ива́нович Корю́кин (1915 — 1982) — советский дипломат. Чрезвычайный и полномочный посол.

## Биография
Член ВКП(б). Окончил Горьковский педагогический институт (1940).
- В 1944—1948 годах — сотрудник центрального аппарата НКИД (с 1946 — МИД) СССР.
- В 1948—1949 годах — заместитель заведующего I Европейским отделом МИД СССР.
- В 1949—1952 годах — советник миссии СССР в Швейцарии.
- В 1952—1953 годах — советник посольства СССР во Франции.
- В 1953—1957 годах — заместитель начальника Управления кадров МИД СССР.
- В 1957—1959 годах — советник-посланник посольства СССР во Франции.
- С 10 января 1959 по 10 июня 1960 года — чрезвычайный и полномочный посол СССР в Швейцарии.
- В 1960—1962 годах — заместитель заведующего I Европейским отделом МИД СССР.
- С 5 января 1962 по 31 мая 1968 года — чрезвычайный и полномочный посол СССР в Греции.
- В 1968—1970 годах — на ответственной работе в центральном аппарате МИД СССР.
- В 1970—1982 годах — директор Московского отделения Международного бюро труда.

Похоронен в Москве на Кунцевском кладбище.